# Record d'Europe du 400 mètres
Pour un article plus général, voir Records d'Europe d'athlétisme.
Les records d'Europe du 400 mètres sont actuellement détenus par le Britannique Matthew Hudson-Smith avec le temps de 43 s 44, établi le 7 août 2024 lors des Jeux Olympiques à  Paris, et par l'Allemande Marita Koch, créditée de 47 s 60 le 6 octobre 1985 lors de la Coupe du monde des nations de Canberra, en Australie
Le premier record d'Europe du 400 m homologué par l'Association européenne d'athlétisme est celui du Britannique Beauchamp Day en 1907 avec le temps de 47 s 8. En 1972, l'Allemand Karl Honz devient grâce à sa performance de 44 s 70 établit le premier record d'Europe de la discipline mesuré à l'aide du chronométrage électronique.

## Progression du record d'Europe

### Hommes
18 records d'Europe masculins ont été homologués par l'AEA.
| Temps                      | Athlète              | Lieu        | Date              |
| -------------------------- | -------------------- | ----------- | ----------------- |
| Chronométrage manuel       |                      |             |                   |
| 47 s 8                     | Beauchamp Day        | Perth       | 1er avril 1907    |
| 47 s 6                     | Eric Liddell         | Paris       | 12 juillet 1924   |
| 46 s 7                     | Godfrey Brown        | Berlin      | 7 août 1936       |
| 46 s 0                     | Rudolf Harbig        | Francfort   | 12 août 1939      |
| 46 s 0                     | Ardalion Ignatyev    | Moscou      | 25 juin 1955      |
| 45 s 8                     | Carl Kaufmann        | Cologne     | 19 septembre 1959 |
| 45 s 7                     | Carl Kaufmann        | Cologne     | 15 juin 1960      |
| 45 s 4                     | Carl Kaufmann        | Berlin      | 24 juillet 1960   |
| 44 s 9                     | Carl Kaufmann        | Rome        | 6 septembre 1960  |
| 44 s 9                     | Martin Jellinghaus   | Mexico      | 17 octobre 1968   |
| 44 s 7                     | Karl Honz            | Munich      | 21 juillet 1972   |
| Chronométrage électronique |                      |             |                   |
| 44 s 70                    | Karl Honz            | Munich      | 21 juillet 1972   |
| 44 s 60                    | Viktor Markin        | Moscou      | 30 juillet 1980   |
| 44 s 50                    | Erwin Skamrahl       | Munich      | 26 juillet 1983   |
| 44 s 48                    | Thomas Schönlebe     | Potsdam     | 21 août 1987      |
| 44 s 33                    | Thomas Schönlebe     | Rome        | 3 septembre 1987  |
| 44 s 26                    | Matthew Hudson-Smith | Budapest    | 22 août 2023      |
| 44 s 07                    | Matthew Hudson-Smith | Oslo        | 30 mai 2024       |
| 43 s 74                    | Matthew Hudson-Smith | Londres     | 20 juillet 2024   |
| 43 s 44                    | Matthew Hudson-Smith | Saint-Denis | 7 août 2024       |

### Femmes

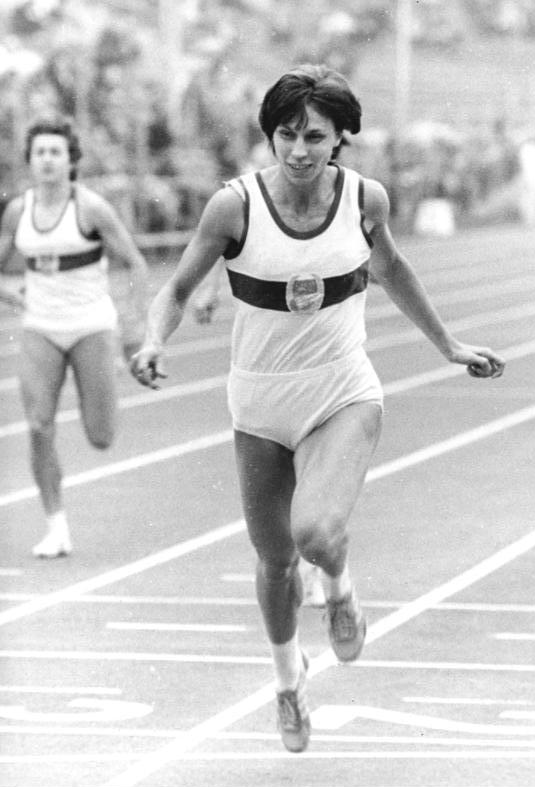
Marita Koch.

28 records d'Europe féminins ont été homologués par l'AEA.
| Temps                      | Athlète               | Lieu      | Date              |
| -------------------------- | --------------------- | --------- | ----------------- |
| Chronométrage manuel       |                       |           |                   |
| 64 s 4 y                   | Mary Lines            | Londres   | 17 juillet 1922   |
| 62 s 4 y                   | Mary Lines            | Bromley   | 18 août 1923      |
| 60 s 8 y                   | Eileen Edwards        | Londres   | 16 juillet 1924   |
| 55 s 2                     | Polina Lazareva       | Moscou    | 10 mai 1957       |
| 54 s 0                     | Maria Itkina          | Minsk     | 8 juin 1957       |
| 53 s 6                     | Maria Itkina          | Moscou    | 6 juillet 1957    |
| 53 s 4                     | Maria Itkina          | Krasnodar | 12 septembre 1959 |
| 52 s 2                     | Ann Packer            | Tokyo     | 17 octobre 1964   |
| 52 s 0                     | Colette Besson        | Mexico    | 16 octobre 1968   |
| 52 s 0                     | Nicole Duclos         | Stuttgart | 31 juillet 1969   |
| 51 s 7                     | Colette Besson        | Athènes   | 18 septembre 1969 |
| 51 s 7                     | Nicole Duclos         | Athènes   | 18 septembre 1969 |
| 51 s 7                     | Monika Zehrt          | Londres   | 10 juin 1972      |
| 51 s 1                     | Monika Zehrt          | Erfurt    | 22 juin 1972      |
| 51 s 0                     | Monika Zehrt          | Paris     | 4 juillet 1972    |
| 49 s 9                     | Irena Szewińska       | Varsovie  | 22 juillet 1972   |
| Chronométrage électronique |                       |           |                   |
| 50 s 14                    | Riitta Salin          | Rome      | 4 septembre 1974  |
| 49 s 77                    | Christina Brehmer     | Dresde    | 9 mai 1976        |
| 49 s 75                    | Irena Szewińska       | Bydgoszcz | 22 juin 1976      |
| 49 s 29                    | Irena Szewińska       | Montréal  | 29 juillet 1976   |
| 49 s 19                    | Marita Koch           | Leipzig   | 2 juillet 1978    |
| 49 s 03                    | Marita Koch           | Potsdam   | 19 août 1978      |
| 48 s 94                    | Marita Koch           | Prague    | 31 août 1978      |
| 48 s 89                    | Marita Koch           | Potsdam   | 29 juillet 1979   |
| 48 s 60                    | Marita Koch           | Turin     | 4 août 1979       |
| 48 s 16                    | Marita Koch           | Athènes   | 8 septembre 1982  |
| 47 s 99                    | Jarmila Kratochvilova | Helsinki  | 10 août 1983      |
| 47 s 60                    | Marita Koch           | Canberra  | 6 octobre 1985    |

## Progression du record d'Europe en salle

### Hommes
| Temps   | Athlète          | Lieu         | Date           |
| ------- | ---------------- | ------------ | -------------- |
| 45 s 41 | Thomas Schönlebe | Vienne       | 9 février 1986 |
| 45 s 05 | Thomas Schönlebe | Sindelfingen | 5 février 1988 |
| 45 s 05 | Karsten Warholm  | Glasgow      | 2 mars 2019    |

### Femmes
| Temps   | Athlète               | Lieu      | Date            |
| ------- | --------------------- | --------- | --------------- |
| 49 s 59 | Jarmila Kratochvílová | Milan     | 7 mars 1982     |
| 49 s 26 | Femke Bol             | Apeldoorn | 18 février 2023 |